# Бірюкова Віра Олександрівна
Бірюкова Віра Олександрівна (* 1922, с. Кропочево, Пермська область, РРФСР — † 14 січня 1944, Сокирянський район, Чернівецька область, УРСР) — радянська партизанка. Учасниця Другої Світової війни.

## Біографія
Віра Бірюкова народилася 1922 року в селі Кропочево Пермської області. У 1933 році сім'я столяра Олександра Бірюкова переїхала в м. Березники. Навчалась у залізничній школі № 34, з 8-го класу — у школі ім. О. М. Горького. Через важкі сімейні умови довелося залишити школу і піти працювати, а ввечері навчалась на робітфаці.
Здобувши середню освіту, поступила у Москві в сільськогосподарську академію імені К. А. Тімірязєва. Але через хворобу батька, їй старшій в родині, довелося повернутися в Березники. Працювала на содовому заводі.
На початку Другої світової війни подала заяву у військомат, закінчила підготовчі курси і отримала направлення на фронт.

## З фронтового літопису
Партизанський рейд, у якому брала участь Віра Бірюкова, яка мала військову спеціальність «радистка», увійшов в історію під назвою «Степний». На Українському фронті вона діяла в загоні імені Чапаєва. 14 січня 1944 року партизани, які десантувалися на території Сокирянського району Чернівецької області, вступили у довгий бій з переважаючими силами румунських жандармів. До кінця дня в живих залишилася тільки Віра. Не бажаючи здатися ворогам, які її оточили, вона рванула кільце гранати… У тому бою гітлерівці втратили понад 200 чоловік.

## Нагороди
- Медаль «Партизанові Вітчизняної війни»
- Орден Червоної Зірки

## Пам'ять
На пам'ятнику на братській могилі у м. Сокиряни (Україна)золотом викарбувано: «Молодший лейтенант Бірюкова В. О.», її іменем названо одну з вулиць у райцентрі Сокиряни, у сквері на вулиці Головній споруджено пам'ятник радисткам Вірі Бірюковій і Зої Зародовій. Одна з вулиць у місті Березники названа іменем Віри Бірюкової, на приміщенні ПТУ-40 встановлено на честь неї меморіальну дошку. У Сокирянах проводився волейбольний турнір пам'яті партизанки-розвідниці Віри Бірюкової за участю команд з м. Березники, сільськогосподарської академії імені К. А. Тімірязєва, міста Спаська Рязанської області, з Окниці і Бричан з Молдови та інших.